# Аладжа манастир (защитена местност)
Аладжа манастир е защитена местност в България. Разположена е в землището на Варна.
Разположена е на площ 17 ha. Обявена е на 3 февруари 1943 г. с цел опазване на територии със забележителен ландшафт и опазване на местообитанията на застрашени и редки растителни и животински видове и съобщества.
Територията на защитената местност е част от природен парк Златни пясъци и защитена зона от Натура 2000 Батова по директивата за птиците.